# 十和観光
株式会社十和観光（じゅうわかんこう）は、茨城県つくばみらい市に本社を置くバス会社である。2025年現在、貸切バス、特定バス、旅行業法に基づく国内旅行の取扱業務を行っている。

## 沿革
出典
- 1994年（平成6年）
  - 2月 - 前身となる十和運送株式会社バス課が設立。
  - 3月 - 特定旅客自動車運送業認可
  - 4月 - 特定バスの運行を開始する。
- 2000年（平成12年）2月 - 一般貸切旅客自動車運送事業認可
- 2002年（平成14年）10月 - 十和運送株式会社から、株式会社十和観光として分離独立。
- 2005年（平成17年）7月 - 一般乗用旅客自動車運送事業を開始。
- 2006年（平成18年）8月 - 本社事業所を現在のつくばみらい市箕輪に移転。
- 2009年（平成21年）8月 - つくば事業所を開設。
- 2012年（平成24年）8月 - 本社営業所第2駐車場が完成。
- 2014年（平成26年）6月 - 第3種国内旅行業登録。
- 2016年（平成28年）7月 - 第2種国内旅行業登録。

## 運行企業・学校・自治体
2025年現在、十和観光がバス運行を受託している企業や学校・自治体は以下の通りである。
- 茗溪学園中学校・高等学校
- 茨城ゴルフ倶楽部
- 小森コーポレーション
- つくばインターナショナルスクール
- 筑波銀行
- 聖徳大学附属取手聖徳女子中学校・高等学校
- 茨城県立伊奈高等学校
- 東洋大学附属牛久中高等学校
- つくばみらい市
- 流通経済大学
- 筑波大学